# Hydrolea
Hydrolea L., 1762 è un genere di piante angiosperme dell'ordine Solanales, unico genere della famiglia Hydroleaceae R.Br., 1818.

## Tassonomia
Il genere comprende le seguenti specie:
- Hydrolea brevistyla Verdc.
- Hydrolea corymbosa Elliott
- Hydrolea elatior Schott
- Hydrolea floribunda Kotschy & Peyr.
- Hydrolea macrosepala A.W.Benn.
- Hydrolea nigricaulis C.Wright ex Griseb.
- Hydrolea ovata Nutt.
- Hydrolea palustris (Aubl.) Forsyth f.
- Hydrolea prostrata Exell
- Hydrolea quadrivalvis Walter
- Hydrolea sansibarica Gilg
- Hydrolea spinosa L.
- Hydrolea uniflora Raf.
- Hydrolea zeylanica (L.) Vahl